# Skyland İstanbul
Skyland Estambul es un conjunto de tres edificios situados en Estambul, Turquía. Dos de esas torres son los rascacielos más altos del país.

## Características
El trabajo de construcción de las tres torres comenzó en 2013 y terminó en 2017. Estas fueron diseñadas por la firma de arquitectos Broadway Malyan, que ya hab̟ía diseñado otros rascacielos residenciales como la torre St George Wharf Tower de Londres.
Con 284 metros de altura, la Skyland Office Tower (oficinas) y la Skyland Residence Tower (residencial) son los edificios más altos de la ciudad. Ambos están entre los más altos de Europa.